# Високопродуктивний обчислювальний центр Штутгарта

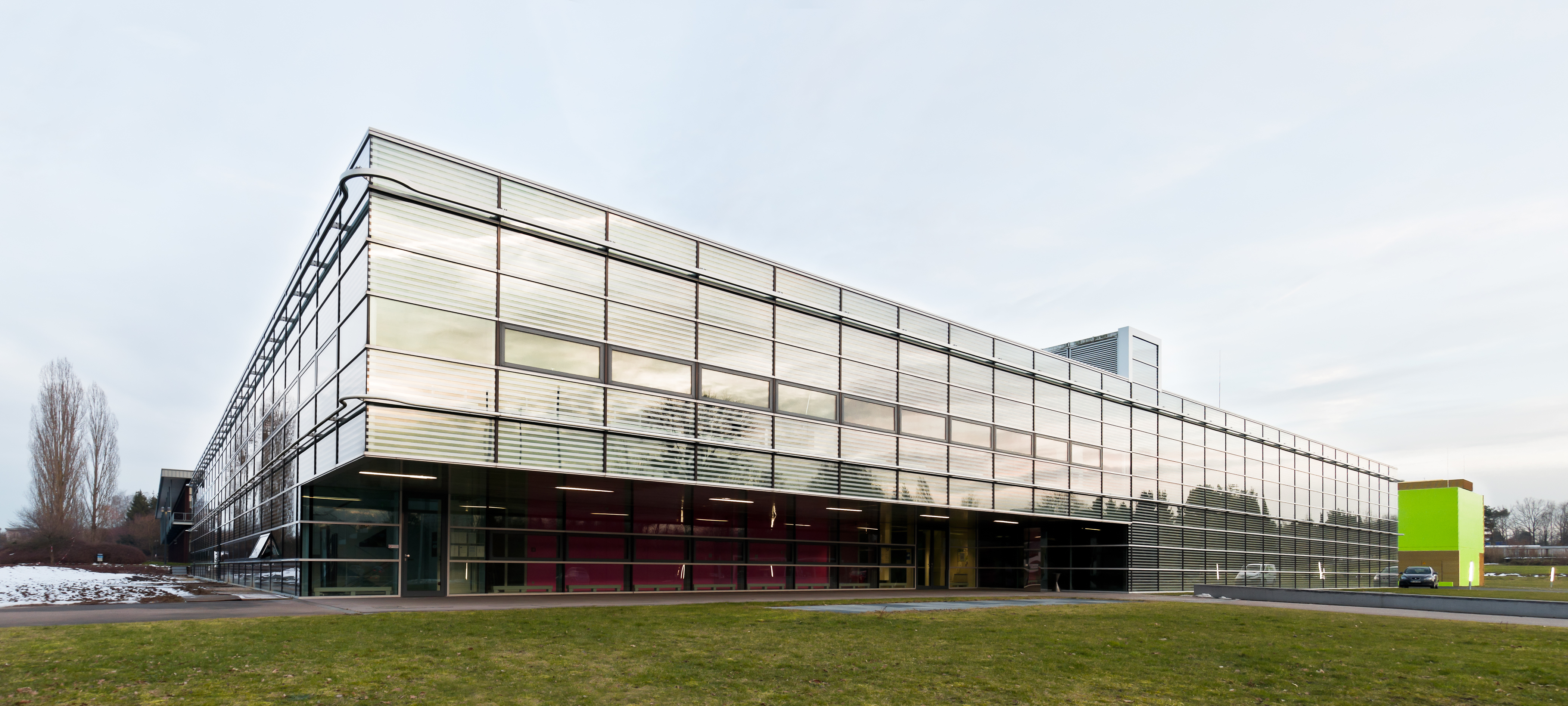
Будівля центру

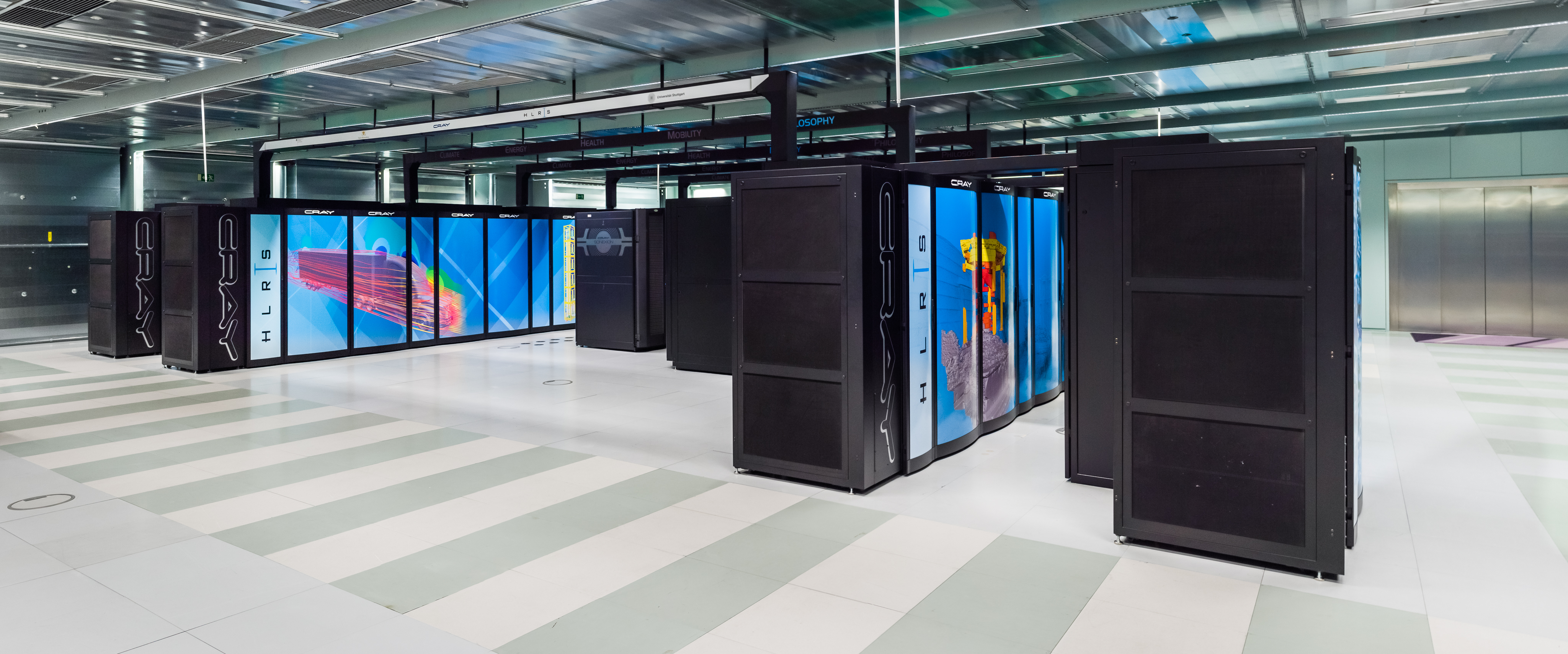
Cray XC40 «Hazel Hen»

Високопродуктивний обчислювальний центр Штутгарта (HLRS) — це центр обробки даних, який надає науковим та галузевим ресурсам доступ до суперкомп'ютерів. Він був заснований в 1995 році під дахом комп'ютерного центру в Університеті Штутгарта (RUS) заснована і з 1996 року перший німецький Федеральний Центр високопродуктивних обчислень. HLRS є незалежним центральним інститутом Штутгартського університету з 2003 року. Він має один з найшвидших суперкомп'ютерів у Європі (станом на 11/2017), система Cray XC40 з обчислювальною потужністю 5,6 Пета-FLOPS  [Архівовано 18 грудня 2014 у Wayback Machine.]  [Архівовано 17 квітня 2016 у Wayback Machine.]. HLRS управляє комп'ютерами, обслуговує німецьких та європейських користувачів і пропонує інтенсивну програму тренінгу для своїх користувачів.
Крім того, HLRS проводить власне дослідження в галузі високопродуктивних обчислень. Орієнтований на питання масштабованості, оптимізації продуктивності, Big Data, зелений ІТ в прикладних областях охорони здоров'я, навколишнього середовища, енергетики та мобільності, а також у вивченні соціальних, політичних і філософських аспектах моделювання. HLRS отримала кілька міжнародних нагород за свою науково-дослідну роботу. HLRS робить свої комп'ютери та послуги доступними для промисловості з 1995 року за допомогою державно-приватного партнерства з Porsche та T-Systems. Зі створенням автомобільної імітаційного центру Штутгарта (ІСС) HLRS створила дослідження і платформу розробки з автомобільної промисловості, сприяючи доконкурентних в тісній співпраці з боку виробників автомобілів, постачальників, виробників обладнання та програмного забезпечення компанії для оптимального використання в підвищенні мобільності.

## Суперкомп'ютер
З жовтня 2015 року основною системою HLRS є система Cray XC40 з максимальною продуктивністю приблизно 5.6 Peta FLOP (Peak Performance 7.4 Peta FLOP). Суперкомп'ютер (станом на листопад 2017 р.) - третій найшвидший суперкомп'ютер на території ЄС та # 19 TOP500  [Архівовано 11 липня 2017 у Wayback Machine.].
Далі системи - кластер NEC (лаки та лаки2).  [Архівовано 20 червня 2018 у Wayback Machine.] Крім того, різноманітність менших систем експлуатується для тестових цілей (NEC SX-ACE) або z. B. Використовується для розробки та візуалізації. Для тривимірного представлення результатів моделювання доступна Cave з п'ятьма проєкційними поверхнями.

## Історія
Високопродуктивні обчислення в Штутгарті сягають давньої традиції (John Argyris) і ядерних технологій (Roland Rühle) мають в області авіакосмічних їх походження. Включення цих заходів в центральній установі пов'язано з придбанням, то найпотужніший суперкомп'ютер Cray-2, вектор комп'ютера,  Lothar Späth в 1986 р.
Під час встановлення Риму тисяча дев'ятсот дев'яносто шість HLRS мав з NEC SX-4, також векторних комп'ютером, з піковою потужністю 64 GFLOPS і Cray T3E / 512 через дві різних системи в рівній мірі включені в усьому світі з 461 GFlops теоретичної обчислювальної потужності до наконечника. Першим директором HLRS був Роланд Рюле, який створив HLRS як місце комп'ютерного центру Штутгарського університету (RUS). Відповідальним керівником відділу - а отже, і першим головою HLRS - був Альфред Гейгер. У 1999 році Національний науковий фонд США (NSF) був відзначений HLRS за свою роботу у розподілених високопродуктивних обчислювальних системах. У 2000 році було придбано NEC SX-5 / 32M2 і Hitachi SR-8000, що мали теоретичну обчислювальну потужність 128 гігафлопів кожна.
У 2002 році, після виходу на пенсію Роланда Рюле, HLRS було відділено від комп'ютерного центру Штутгартського університету як незалежної установи. Керівництво взяло на себе Майкл М. Реш. У 2003 році HLRS виграла HPC Challenge в США. Закупівлений 2003 року NEC SX-6 (шість вузлів, 440 GigaFlops Peak Performance) знову став векторним калькулятором. У тому ж році було придбано кластер AMD Opteron і кластер Intel Xeon. Встановлення векторного комп'ютера NEC SX-8 (12,8 пік TeraFlops) відбулося в 2005 році, для якого було побудовано нову будівлю. У 2007 році РИМ був одним із засновників німецького Гаусс Центру суперкомп'ютерів (GCS), де три німецьких суперкомп'ютерні центри об'єднані. У 2010 році відбулося будівництво нової будівлі енергопостачання. 2011 року був встановлений Cray XE6 першого комп'ютера з виходом більш РЕТ-тригера, який був замінений в грудні 2014 року системи Cray XC40 «Хорнут» (Peak Performance: 3.8 РЕТ-флоп). З 2012 року HLRS також надає європейським користувачам обчислювальний час у контексті PRACE. У жовтні 2012 року HLRS замовила нове дослідження, в якому також було встановлено нову 5-сторінкову CAVE.
Організаційно РИМ був членом мережі з трьох центрів (IZUS) були узагальнені в інформаційно-комунікаційний центр в Університеті Штутгарта Штутгартського університету з 2012 по 2016 рік.

## Доступ та експлуатація
Мережні комп'ютери керуються HLRS і доступні для різних користувачів.
Наука: розподіл обчислювального часу відбувається за допомогою наукового керівного комітету (LA). Членами якого є в рівній мірі Фондом німецького дослідницького висунутого (DFG) та Баден-Вюртемберг-конференції ректорів (LRC). Заявки подаються до HLRS і пересилаються звідти в Лос-Анджелес. В рамках общегерманского співпраці в Гаусс Центру суперкомп'ютерів (ГКС) дуже великих додатків від общегерманского комітету будуть розглянуті, до складу комітетів трьох центрів, що входять в ГКС. Видатні проекти можна отримати за допомогою європейського партнерства HPC PRACE. Також на цьому шляху проводиться оцінка наукового комітету.
Промисловість: Комп'ютер в HLRS також орендований в галузі високопродуктивних комп'ютерів для науки і промисловості GmbH (HWW). На додаток до РИМ, яка працює на комп'ютері, і KIT і стан Баден-Вюртемберг, є T-Systems, T-Systems Рішення для досліджень GmbH і Porsche інших акціонерів. Завод Reiner пропонується і поширюється за адресою www.
Комерційне співробітництво / Тест: Для комерційного використання спільними зусиллями чи для проектів, в рамках якої компанії хочуть, щоб перевірити доступ до комп'ютера через співпрацю, доступ може бути зроблений. У цьому випадку витрати на промислове використання повинні нестися.
література
Використання комп'ютерів для військових цілей виключено. Також виключені є використання комп'ютерів для питань, які зачіпаються в Законі про німецької зовнішньої торгівлі і відповідних положень про блокаду (ядерних технологій, ракетних технологій, ... для бойкоту держав).

## Дослідження
HLRS проводить свої власні дослідження в області суперкомп'ютерів. Він був нагороджений за свої дослідження в Сполучених Штатах в 1999 і 2003. Близько 35 проектів близько 60 вчених, що працюють над проблемами в області моделювання і суперкомп'ютерів. Основні наукові теми РИМ є
- Потужність

1. Аналіз і оптимізація продуктивності комп'ютерних систем Performance
2. Аналіз і оптимізація продуктивності прикладних програм Performance
3. Аналіз і оптимізація систем зберігання даних і файлові системи Performance

- Big Data

1. Ручка дуже великі обсяги даних
2. Аналітика даних

- Green IT

1. Аналіз і оптимізація енергоспоживання комп'ютерних систем
2. Аналіз і оптимізація додатків споживання енергії

- Паралельні та розподілені системи

1. Хмара / сітка поняття і додаток
2. Висока масштабованість алгоритми і методи
3. Паралельні моделі програмування і мови

- Заявки (разом з партнерами додатків)

1. Здоров'я: кісткове моделювання та моделювання кровотоку
2. Навколишнє середовище: Моделювання локального впливу факторів навколишнього середовища
3. Енергетика: Simulation-енергетичні системи
4. Мобільність: Моделювання технічних проблем транспортних засобів

- Візуалізація

1. Віртуальна реальність
2. Доповнена реальність

- Суспільство і політика

1. Високопродуктивні обчислення в класі
2. Моделювання в процесі розробки політики
3. Філософські та соціологічні аспекти суперкомп'ютерів

В даний час HLRS відбувається в рамках Excellence ініціативи Федерального Скупчення Перевага «Simulation Technology». Директор HLRS є головним дослідником Перевага кластера. Крім того, РИМ бере участь партнером проєкту в науково-дослідний центр Collaborative 716 «Динамічне моделювання систем з великою часткою». В Європі РИМ є провідним партнером у ряді проектів з розробки нових апаратних і програмних технологій для хмарних і високопродуктивних комп'ютерів.

## Інші види діяльності
- Освіта: HLRS бере участь у програмі лекцій Штутгарського університету. Через директора центру, HLRS бере участь у курсах навчання машинобудування через лекції.
- Подальша освіта: HLRS пропонує різні курси з предмету високопродуктивних обчислень. Будьте обережні з Б. програмування в області високопродуктивних обчислень (C, Fortran), паралельне програмування з MPI і OpenMP або ефективних методів для вирішення систем рівнянь.
- Центр розвитку Cray: З 2012 року HLRS тісно співпрацює з Cray для розробки програмного забезпечення .
- Терафлоп Workbench Терафлоп Workbench є співпраця між РИМ і NEC. Мета проекту полягає у тому, щоб дозволити існуючі програми з реальною обчислювальною потужністю в діапазоні терафлопів  [Архівовано 3 серпня 2018 у Wayback Machine.].
- Гаусс Центр суперкомп'ютерів: Гаусове Центр суперкомп'ютерів є об'єднання трьох федеральних центрів суперкомп'ютерів в Юліхе (Jülich Суперкомп'ютерний центр / ЗАТ), Мюнхен-Garching (Лейбніц обчислювальний центр / ЛРЗ) і Штутгарт (РИМ)
- HPC Європа: співпраця різних центрів обробки даних в Європі, сприяє обміну науковців і дозволяє використовувати суперкомп'ютери в інших країнах  [Архівовано 3 червня 2018 у Wayback Machine.].
- PRACE — Партнерство для Advanced Computing в Європі: прототипи та програмне забезпечення для майбутнього петафлопса систем  [Архівовано 25 травня 2018 у Wayback Machine.]

## Нагороди
- 1999 High Performance Computing Award of US NSF: для першого з'єднання двох мейнфреймів між Європою та США  [Архівовано 7 жовтня 2018 у Wayback Machine.]
- 2003 Випробування НРСсуперкомп'ютер
- 2007 Award Microsoft "Ранній внесок у Microsoft Windows Compute Cluster Server 2003".
- 2007 Вибране місце, Німеччина - Земля ідей  [Архівовано 28 травня 2018 у Wayback Machine.]
- 2007 р. Запрошена пленарна дискусія в SC'07 Reno / USA директором HLRS Майкла Реша
- 2009 р. Докторська ступінь з Донецького Національного Технічного Університету, Україна, завідувач відділу HLRS Майкл Реш
- 2010 Золота премія ITEA за проект ParMa
- 2011 р. Почесна докторська ступінь Російської академії наук заступника директора HLRS Майкла Реша
- 2012 р. Нагорода світової супердержави  штату Баден-Вюртемберг для директора HLRS Майкла Реша
- 2013 р. 2 місце на базі Фонду Bosch "Школа зустрічається з наукою" за проект HLRS "Імітаційні світи"
- 2013 HPCwire 2013 нагорода за вибору найкращого використання додатків HPC у виробництві для HLRS
- 2014 р. Почесний професор Російської академії наук для директора HLRS Майкл Реш
- 2014 Нагорода проекту HLRS "Simulated Worlds" як "Особливо гідну нагороди" Фундації Освіти Крейспаркасса для району Есслінген.